# Анна фон Бранденбург-Ансбах-Кулмбах
Анна фон Бранденбург-Ансбах (на немски: Anna von Brandenburg-Ansbach; на полски: Anna Hohenzollern; * 5 май 1487, Ансбах; † 7 февруари 1539) е принцеса от Бранденбург-Ансбах и чрез женитба херцогиня и регентка на бохемското херцогство Тешин в Силезия.

## Живот
Тя принадлежи към франкската бранденбургска линия на Хоенцолерните и е дъщеря на маркграф Фридрих II фон Бранденбург-Ансбах-Кулмбах (1460 – 1536) и съпругата му принцеса София Ягелонка (1464 – 1512), дъщеря на крал Кажимеж IV от Полша.
Анна се омъжва на 1 декември 1518 г. за херцог Вацлав II от Тешин († 1524) от род Пясти. Вацлав II умира преди баща си Казимир II († 1528) и не управлява като херцог.

## Деца
Анна и Вацлав имат децата:
- син (1519/20 – 1534)
- Лудмила († 1539)
- Вацлав III Адам (1524 – 1579), херцог на Тешин (1528 – 1579)

∞ 1. 1540 Мария фон Пернщайн († 1566), дъщеря на Ян IV от Пернщайн, опекунът на Вацлав III
∞ 2. 1567 принцеса Сидония Катарина фон Саксония-Лауенбург († 1594), дъщеря на херцог Франц I фон Саксония-Лауенбург